# Louise Bogan
Louise Bogan, nata Louise Marie Bogan, (Livermore Falls, città della Contea di Androscoggin, Maine, 11 agosto 1897 – New York, 4 febbraio 1970), è stata una poetessa e critica letteraria statunitense.
Fu il quarto "Poeta laureato consulente in poesia della Biblioteca del Congresso". La Bogan fu insignita di questo titolo dal 1945 al 1946.

## Biografia

### I primi anni
Louise Bogan nacque a Livermore Falls dove il padre Daniel Bogan lavorava in varie cartiere e stabilimenti per l'imbottigliamento come impiegato o caporeparto; i suoi frequenti trasferimenti costrinsero la famiglia a numerosi cambi di domicilio.

Anche se il padre si poteva definire un colletto bianco il suo ambiente culturale era cattolico medio basso irlandese (e di questo Louise era al contempo amareggiata e fiera), contrapposto a quello della privilegiata ma ottusa "bella gente" protestante.
La madre Mary (chiamata May), regale, insoddisfatta e incostante segnò il carattere di Louise. La bambina era testimone dei litigi tra i genitori come dei numerosi appuntamenti galanti della madre con i suoi amanti.

Tutto questo portò la Bogan a un matrimonio prematuro, a soli 19 anni, per poter uscire dall'ambiente soffocante di casa.
Il fratello Charles, di dodici anni più vecchio di lei, amatissimo da Louise, morirà alla fine della prima guerra mondiale in Francia.

Inizia a scrivere poesie a soli 14 anni. Pubblica i primi componimenti su riviste scolastiche; successivamente sul Boston Evening Transcript.
Trascorre gran parte della sua infanzia con i genitori e fratelli crescendo in città industriali nel Maine, New Hampshire e Massachusetts, dove vive con la famiglia in alberghi per operai e pensioni fino al 1904.

Con l'aiuto di una benefattrice, la Bogan può frequentare la Girls' Latin School per cinque anni e questo le dà la possibilità di frequentare l'Università di Boston.

### La maturità
Nel 1916, dopo aver completato il primo anno e rinunciato a una borsa di studio al Radcliffe College, lascia l'università e, per fuggire dalla sua "insolita infanzia", si sposa con Curt Alexander, un tedesco emigrato, caporale dell'United States Army (di diversi anni più vecchio di lei).

Segue il marito inviato sul Canale di Panama verso la fine della Prima guerra mondiale. Lì nasce la sua figlia Mathilde (Maidie) ma il loro matrimonio si conclude nel 1918 quando vivono a Fort Dix nel New Jersey.

La Bogan si trasferisce a New York, in un appartamento in West Ninth Street, per intraprendere la carriera di scrittrice e lascia periodicamente la figlia presso i suoi genitori.

Alla morte del marito di polmonite nel 1920 riceve una piccola pensione e si trasferisce a Vienna.

Ritorna a New York e pubblica il suo primo libro di poesia, Body of This Death: Poems, nel 1923, dedicandolo alla madre e alla figlia.

Nello stesso anno conosce il poeta e romanziere Raymond Holden. Si sposano nel 1925.

Tuttavia il passato si ripete con il costante contrasto tra l'autoindulgenza di Golden e la gelosia patologica della Bogan che sfocia nel loro divorzio nel 1937.
Quattro anni dopo pubblica il suo secondo volume di poesia, Dark Summer: Poems (1929).

Nel 1931 viene ricoverata in clinica psichiatrica dove le viene diagnosticata una depressione con tendenze ossessive e paranoiche. Verrà ricoverata nuovamente nel 1933.

Seguirà un periodo della durata di circa dieci anni in cui la sua creatività poetica sembra esaurita.

Sempre nel 1931 viene assunta come poetry editor (recensore per la poesia) dal The New Yorker.
Nel 1933 inizia un'opera autobiografica, Laura Daley's Story, a cui lavorerà a più riprese negli anni successivi ma che non verrà mai pubblicata.

Nello stesso anno, quando il suo matrimonio è ormai fallito, compie un viaggio a Salisburgo, Provenza e Italia.

Rimarrà affascinata dalla pittura e scultura rinascimentale.
Nel 1935 ha una turbolenta relazione con il poeta Theodore Roethke, nel periodo tra l'espulsione di Roethke dal Lafayette College e il suo ritorno in Michigan. La Bogan racconterà questa storia d'amore in una lettera a Edmund Wilson.

A quel tempo la Bogan sembrava poco impressionata dalle opere di Roethke che definiva: "poesie molto modeste" (very, very small lyrics); le sembrava al massimo una possibile fonte per il proprio lavoro (vedi What the Woman Lived: Collected letters of Louise Bogan). Rimarrà comunque amica e sostenitrice del poeta.

La madre di Louise, Mary Bogan, muore nel 1936.

### Gli ultimi anni
Nel 1945 riceve la carica di Poeta laureato consulente in poesia della Biblioteca del Congresso, prima donna a ricevere questo incarico. Si stabilisce al MacDowell Colony , un buon ricovero per artisti.

Nel 1952 viene eletta nell'"American Academy of Arts and Letters".
Il 4 febbraio 1970 Louise Bogan muore di attacco cardiaco a New York all'età di settantatré anni.
Uno dei suoi ammiratori è stato Wystan Hugh Auden.

## Carriera letteraria

### Opere di poesia
Suzanne Clark, professore del Dipartimento di Inglese dell'Università dell'Oregon ha affermato che la Bogan spesso si riferisce al suo parlare al femminile come "il luogo di desideri intemperanti, pericolosi, antisociali".

Questo coincide con la nozione che la Bogan ha una differente prospettiva rispetto al tradizionale punto di vista femminile.

Non solo è difficile essere una donna poeta negli anni trenta e quaranta ma il suo background medio basso irlandese come pure l'educazione limitata porta a una maggiore ambivalenza e contraddizione per Louise Bogan.
La Bogan non vuole discutere i dettagli intimi della sua vita (e non apprezza i poeti confessionali come Robert Lowell e John Berryman).

La maggior parte delle sue opere è stata pubblicata prima del 1938, incluse le opere Body of This Death (1923), Dark Summer (1929) e The Sleeping Fury (1937).
Una raccolta di lavori, The Blue Estuaries: Poems 1923-1968, con poesie come The Dream e Women vengono pubblicati successivamente.
è uno dei suoi tanti modi espressivi.
Un certo numero di opere autobiografiche sono state pubblicate postume in Journey around My Room (1980).
La biografia della Bogan Louise Bogan: a portrait di Elizabeth Frank ha vinto il Premio Pulitzer nel 1986.
La poesia sonora di Ruth Anderson I Come Out of Your Sleep (rivista e registrata col titolo Sinopah nel 1997 dalla editrice XI eXperimental Intermedia) è costruita sui suoni delle parole della composizione poetica Little Lobelia della Bogan.
Uno dei suoi ammiratori è stato Wystan Hugh Auden.
La sua poesia è stata pubblicata da: The New Republic, The Nation, Poetry: A Magazine of Verse, Scribner's Magazine e The Atlantic Monthly.

La sua opera Collected Poems: 1923-1953 vinse il Premio Bollingen per la poesia nel 1955 (in coppia con la poetessa Leonie Adams) e un premio dall'Academy of American Poets nel 1959.

### Attività di critico
La Bogan ha rifiutato di recensire poetesse all'inizio della loro carriera affermando:
Verso la fine del 1969, poco prima della sua morte, conclude i suoi trentotto anni di carriera come recensore di poesie per The New Yorker commentando:
«Niente più giudizi su pessimi versi. Non più rivalità nascoste. Non più preoccupazione di non essere imparziale».
Tra le sue opere di critica letteraria:
- Achievement in American Poetry, 1900–1950 (1951)
- Selected Criticism: Prose, Poetry (1955)

### Traduzioni
Louise Bogan ha tradotto in inglese qualche autore classico dal tedesco e dal francese:
- Johann Wolfgang von Goethe ed Ernst Jünger  in collaborazione con Elizabeth Mayer, traduttrice di origine tedesca
- Jules Renard in collaborazione con Elizabeth Roget.

### Opere di Louise Bogan
- (EN) Louise Bogan, Body of this death; poems, 4ª ed., New York, Robert M. McBride & company, 1923. (Il primo volume di poesie pubblicato dalla Bogan)
- (EN) Louise Bogan, Dark Summer, First edition, New York, Charles Scribner's Sons, 1929,  p. 72.
- (EN) Louise Bogan, The Sleeping Fury, First Edition, New York, Charles Scribner's Sons, 1937,  p. 42.
- (EN) Louise Bogan, What the woman lived: selected letters of Louise Bogan, 1920-1970, a cura e con introduzione di Ruth Limmer, New York, Harcourt Brace Jovanovich, 1973,  pp. 401, ISBN 0-15-195878-5.
- (EN) Louise Bogan, Collected poems: 1923-1953, New York, Noonday Press, 1954,  pp. 127.
- (EN) Louise Bogan, The Blue Estuaries (Poems: 1923-1968), New York, Farrar, Straus and Giroux, 1995,  p. 136, ISBN 0-374-52461-0.
- (EN) Louise Bogan, Critical essays on Louise Bogan, Boston, G. K. Hall, 1984,  pp. 210, ISBN 0-8161-8680-4.
- (EN) Louise Bogan, Poems and new poems, New York, Charles Scribner's Sons, 1941,  p. 116.
- (EN) Louise Bogan, Journey Around My Room: The Autobiography of Louise Bogan, a cura di Ruth Limmer, 1ª ed., New York, The Viking Press, 1980,  pp. 197, ISBN 0-670-40942-1.
- (EN) Louise Bogan, Achievement in american poetry: 1900-1950, Chicago, Henry Regnery Company, 1951,  pp. 157.

### Traduzioni in inglese di Louise Bogan
- (EN) Johann Wolfgang von Goethe, Elective Affinities, translated by Elizabeth Mayer and Louise Bogan, Chicago, Henry Regnery Co., 1963,  pp. 305.
- (EN) Johann Wolfgang von Goethe, The Sorrows of Young Werther and Novella, foreword by W.H. Auden; translated by Elizabeth Mayer and Louise Bogan, Modern Library, 1984,  p. 201, ISBN 0-394-60509-8.
- (EN) Ernst Jünger, The glass bees, introduzione di Bruce Sterling, traduzione di Louise Bogane e Elizabeth Mayer, 6ª ed., New York, New York Review Books, 2000,  p. 224, ISBN 0-940322-55-2.
- (EN) Jules Renard, The Journal of Jules Renard, curatori e traduttori: Louise Bogan e Elizabeth Roget, Portland (Oregon), Tin House Books, 2008,  p. 264, ISBN 0-9794198-7-5.

### Testi su Louise Bogan
- (EN) Elizabeth Frank, Louise Bogan, New York, Columbia University Press, 15 ottobre 1986,  p. 460, ISBN 0-231-06315-6.
- (EN) Elizabeth Frank, Louise Bogan: A Portrait, New York, Alfred A. Knopf, 1985. ((EN) Recensione sul New York Times del 3 marzo 1985)
- Mildred Weston, Our Thirty Year Old Friendship: Letters from Louise Bogan, Conversations with Mildred Weston; and, Legacy: Poems from the Twenties to the Nineties, Our Thirty Year Old Friendship Legacy, with an excerpt from her interview with Leon Arksey, Cheney (Washington (stato), Eastern Washington University Press, 1997,  pp. 163, ISBN 978-0-910055-39-0.
- (EN) Gloria Bowles, Louise Bogan's Aesthetic of Limitation, Bloomington (Indiana), Indiana University Press, 1987, ISBN 0-253-33602-3.
- Mildred Weston, Our Thirty Year Old Friendship: Letters from Louise Bogan, Conversations with Mildred Weston; and, Legacy: Poems from the Twenties to the Nineties, Our Thirty Year Old Friendship Legacy, with an excerpt from her interview with Leon Arksey, Cheney (Washington (stato), Eastern Washington University Press, 1997,  pp. 163, ISBN 978-0-910055-39-0.
- (EN) Gloria Bowles, Louise Bogan's Aesthetic of Limitation, Bloomington (Indiana), Indiana University Press, 1987, ISBN 0-253-33602-3.
- (EN) Martha Collins (a cura di), Critical Essays on Louise Bogan, Boston, G. K. Hall & Company, 1984, ISBN 0-8161-8680-4.
- (EN) Contemporary Literary Criticism Volume 2, 1974, Volume 39, 1986, Volume 46, 1988, Volume 93, 1996, Detroit, Gale.
- (EN) Dictionary of Literary Biography , Volume 45: American Poets, 1880-1945, 1986, Volume 169: American Poets since World War II, Fifth Series, 1996, Detroit, Gale.
- (EN) Elizabeth Dodd, The Veiled Mirror and the Woman Poet: H.D., Louise Bogan, Elizabeth Bishop, and Louise Gluck, Columbia (Missouri), University of Missouri Press, 1992,  p. 232, ISBN 0-8262-0857-6.
- (EN) Claire E. Knox, Louise Bogan: A Reference Source, Metuchen (New Jersey), Scarecrow Press, 1990,  p. 315, ISBN 0-8108-2379-9.
- (EN) Diane Wood Middlebrook, Marilyn Yalom (a cura di), American Poetry: The Twentieth Century, Ann Arbor (Michigan), University of Michigan Press, 1985,  p. 288, ISBN 0-472-08061-X.